# Среден пъстър кълвач
Средният пъстър кълвач (Dendrocopos medius) е птица от семейство Кълвачови (Picidae). Среща се и в България.

## Разпространение
Средният пъстър кълвач се среща в Европа и югозападна Азия, от северните части на Испания и Франция на изток до Полша и Украйна, и на юг до централна Италия, Балканския полуостров, Литва, Латвия, Турция, Кавказ и Иран.